# Wiebendorfer Moor
Wiebendorfer Moor este o arie protejată (arie specială de conservare — SAC, sit de importanță comunitară — SCI) din Germania întinsă pe o suprafață de 21 ha, integral pe uscat.

## Localizare
Centrul sitului Wiebendorfer Moor este situat la coordonatele 53°23′47″N 10°49′38″E / 53.3964°N 10.8272°E.

## Înființare
Situl Wiebendorfer Moor a fost declarat sit de importanță comunitară în decembrie 1999 pentru a proteja un număr necunoscut de specii din flora spontană și fauna sălbatică aflate în arealul zonei. Situl a fost protejat și ca arie specială de conservare în august 2016.

## Biodiversitate
Situată în ecoregiunea continentală, aria protejată conține 2 habitate naturale: Lacuri și iazuri distrofice naturale, Mlaștini turboase de tranziție și turbării mișcătoare.
La baza desemnării sitului se află un număr nedeclarat de specii protejate: